# 橡景集團
OVG橡景集團有限公司是一美國世界性體育和現場娛樂行業的諮詢、開發和投資公司。總部位於洛杉磯，由提摩西·J·雷韋克和他的商業夥伴歐文·阿佐夫於2015年11月16日成立。雷韋克是公司的執行長。

## 歷史和業務發展
西雅圖的前鑰匙體育館為了籌備西雅圖國家冰球聯盟球隊西雅圖海怪而重新開發。新場館透過與亞馬遜公司的冠名權協議命名為氣候宣言體育館，也是WNBA西雅圖風暴的主場。2017年12月4日，西雅圖市議會以7-1票通過了與橡景集團的重建合作備忘錄，在現有場地上新建一座地下體育館，同時保留了具有歷史意義的地標屋頂和三座外牆。新場館的拆除和建設工作於2018年開始，並於2021年全面完成。本公司正在與克里斯·R·漢森的競爭提案展開競爭。

2022年3月30日，橡景宣布了其迄今為止最大的開發項目，就是位於拉斯維加斯的20,000個座位的體育館。

## 外部連結
- 橡景集團網站 （页面存档备份，存于）